# Mimastracella
Mimastracella là một chi bọ cánh cứng trong họ Chrysomelidae.
Chi này được miêu tả khoa học năm 1903 bởi Jacoby.

## Các loài
Các loài trong chi này gồm:
- Mimastracella acuminata Samoderzhenkov, 1988
- Mimastracella antennalis Samoderzhenkov, 1988
- Mimastracella bicolor Kimoto, 1984
- Mimastracella brunnea (Gressitt & Kimoto, 1963)
- Mimastracella flavomarginata Takizawa, 1978
- Mimastracella hirsuta Jacoby, 1903
- Mimastracella lateralis (Chen, 1942)
- Mimastracella ochracea (Chen, 1942)
- Mimastracella palpalis Samoderzhenkov, 1988
- Mimastracella pubicollis Samoderzhenkov, 1988
- Mimastracella rostratus Samoderzhenkov, 1988
- Mimastracella submetallica (Gressitt & Kimoto, 1963)
- Mimastracella vietnamica Lopatin, 2002
- Mimastracella violacea (Weise, 1922)
- Mimastracella zaitzevi Samoderzhenkov, 1988